# Mount Sir Allan MacNab
Mount Sir Allan MacNab är ett berg i Kanada.   Det ligger i provinsen British Columbia, i den centrala delen av landet, 3 200 km väster om huvudstaden Ottawa. Toppen på Mount Sir Allan MacNab är 2 297 meter över havet, eller 355 meter över den omgivande terrängen. Bredden vid basen är 2,9 km. Mount Sir Allan MacNab ingår i Cariboo Mountains.
Terrängen runt Mount Sir Allan MacNab är bergig åt sydost, men åt nordväst är den kuperad. Trakten runt Mount Sir Allan MacNab är nära nog obefolkad, med mindre än två invånare per kvadratkilometer..
I omgivningarna runt Mount Sir Allan MacNab växer i huvudsak barrskog.